# Myrcia racemosa
Myrcia racemosa är en myrtenväxtart som först beskrevs av Otto Karl Berg, och fick sitt nu gällande namn av Hjalmar Frederik Christian Kiaerskov. Myrcia racemosa ingår i släktet Myrcia och familjen myrtenväxter. Inga underarter finns listade i Catalogue of Life.